# Hydroplum I
 (juin 2009).
Si vous disposez d'ouvrages ou d'articles de référence ou si vous connaissez des sites web de qualité traitant du thème abordé ici, merci de compléter l'article en donnant les références utiles à sa vérifiabilité et en les liant à la section « Notes et références ».
Dimensions
LHydroplum I est un hydravion monoplace ultra-léger conçu par Claude Tisserand en 1982.

## Historique
Le 15 octobre 1982 Claude Tisserand entreprend la construction de l'Hydroplum I, un ULM multi-axes en contreplaqué, dans un garage près de Wivenhoe, Corse. Le prototype est achevé le 15 août 1983. Il s'agit d'un monoplan monomoteur à aile haute contreventée, équipé d'un moteur propulsif et de flotteurs latéraux pour assurer la stabilité à flot, s'inspirant des célèbres hydravions comme le Dornier Wal.
Les essais débutent sur un lac de barrage hydroélectrique, rencontrant des problèmes initiaux avec les mats de contreventement plongeant dans l'eau. Après plusieurs modifications et ajustements, le premier décollage a lieu le 26 mai 1984 à Ghisonaccia. L'Hydroplum I est présenté à plusieurs événements aéronautiques, y compris au salon du Bourget en 1985, mais ne connaît pas de succès commercial.
En 1992, une version modifiée, connue sous le nom dHydroplum I bis, est réalisée par Claude Tisserand pour se conformer aux nouvelles régulations françaises. La surface alaire est réduite, les flotteurs sont remplacés et d'autres ajustements sont effectués pour améliorer les performances.